# Herb gminy Rusiec

Herb gminy Rusiec w latach 1990-2017

Herb gminy Rusiec – jeden z symboli gminy Rusiec, autorstwa dr hab. Jana Trojana, ustanowiony 30 listopada 2017.

## Wygląd i symbolika
Herb przedstawia na tarczy w polu błękitnym mur z bramą otwartą, czerwony. Nad nim podkowę srebrną, z zaćwieczonym krzyżem kawalerskim złotym.
Mur symbolizuje dawny miejski charakter Ruśca. Podkowa z krzyżem jest godłem herbu Pobóg Koniecpolskich, którzy byli właścicielami Ruśca w XV i XVII wieku.